# كأس السوبر الإسباني 2021
كأس السوبر الإسباني 2021 هي النسخة الـ 37 من كأس السوبر الإسباني التي ينظمها الاتحاد الإسباني لكرة القدم. في النسخ السابقة أقيمت البطولة بمواجهتين بين بطل الدوري الإسباني والفائز بكأس الملك، بمبارتي ذهاب و إياب.
في فبراير 2019، استُحدث نظام جديد للبطولة، أُقيمت هذه النُّسخة من دورة مُجمعة تضم أربعة فرق، وهم بطل الدوري والكأس ووصيفيهما. وفي حال فوز الفريق باللقبين أو حل بطلاً ووصيفا في المُنافستين، فإن صاحب المركز الثالث سيتأهل أيضاً للمشاركة في البطولة المصغرة، والتي ستكون بنظام شبيه بنظام دور نصف النهائي.
هذه البطولة هي النسخة الثانية على التوالي التي يتم لعبها بالشكل الجديد بأربعة فرق. وقد شارك كل من؛ ريال مدريد بصفته بطلاً للدوري ونادي برشلونة بصفته وصيف الدوري، بينما شارك كل من أتلتيك بلباو وريال سوسيداد بعدما تأهلا لنهائي كأس ملك إسبانيا 2019–20. كان من المفترض أن تقام المسابقة في المملكة العربية السعودية مثل العام السابق ، لكن بسبب القيود الصحية والتي فرضت من أحجل الحد من انتشار جائحة فيروس كورونا، أجبرت الاتحاد الإسباني لكرة القدم على إقامة البطولة في إسبانيا.
أُقيمت مُبارتي نصف النهائي في 13 يناير و14 يناير في مدينتي قرطبة ومالقة، بينما أجريت المُباراة النهائية في 17 يناير على ملعب ملعب لا كارتوخا في مدينة إشبيلية، استطاع نادي أتلتيك بلباو من تحقيق اللقب الثالث بتاريخه بعدما تغلب على نادي برشلونة، بنتيجة 3–2 بعد اللجوء للوقت الإضافي.

## الفرق المشاركة
| الفريق       | طريقة التأهل                    |
| ------------ | ------------------------------- |
| ريال سوسيداد | الفائز بكأس ملك إسبانيا 2019–20 |
| أتلتيك بلباو | وصيف كأس ملك إسبانيا 2019-20    |
| ريال مدريد   | بطل الدوري الإسباني 2019–20     |
| برشلونة      | وصيف الدوري الإسباني 2019-20    |

## المباريات

### القوس
|  | نصف النهائي   | نصف النهائي  |               |   | النهائي | النهائي |
|  |               |              |               |   |         |         |
|  | 13 يناير 2021 |              |               |   |         |         |
|  |               |              |               |   |         |         |
|  | ريال سوسيداد  | 1 (2)        |               |   |         |         |
|  | ريال سوسيداد  | 1 (2)        | 17 يناير 2021 |   |         |         |
|  | برشلونة       | 1 (3)        |               |   |         |         |
|  | برشلونة       | 1 (3)        | برشلونة       | 2 |         |         |
|  | 14 يناير 2021 |              | برشلونة       | 2 |         |         |
|  |               | أتليتك بلباو | 3             |   |         |         |
|  | ريال مدريد    | أتليتك بلباو | 3             | 1 |         |         |
|  | ريال مدريد    |              |               | 1 |         |         |
|  | أتليتك بلباو  | 2            |               |   |         |         |
|  | أتليتك بلباو  | 2            |               |   |         |         |

### نصف النهائي
| برشلونة                                               | 1–1 (ب.و.إ.) | ريال سوسيداد                                                   |
| ----------------------------------------------------- | ------------ | -------------------------------------------------------------- |
| - فرينكي دي يونغ 39'                                  | تقرير        | - أويارزابال 51'                                               |
| ركلات الترجيح                                         |              |                                                                |
| - فرينكي دي يونغ - ديمبيلي - بيانيتش - غريزمان - بويج | 2-3          | - باوتيستا - أويارزابال - ويليان جوزيه - ميكل ميرينو - يانوزاي |

| ريال مدريد                   | 1–2   | أثلتيك بلباو |
| ---------------------------- | ----- | ------------ |
| راؤول غارسيا 18' 38' (ركلة.) | تقرير |              |

### النهائي
| برشلونة         | 2–3 (ب.و.إ.) | أثلتيك بلباو                                       |
| --------------- | ------------ | -------------------------------------------------- |
| غريزمان 40' 77' | تقرير        | دي ماركوس 42' · فلاليبري 90' · إينياكي ويليامز 93' |